# Biblioteca do Banco de Portugal
A Biblioteca do Banco de Portugal é uma biblioteca localizada em Lisboa, tendo sido fundada em 1932 pelo Banco de Portugal.

## Acervo
O acervo da biblioteca conta com cerca de 65.000 monografias e 2.000 títulos de publicações periódicas nas áreas da economia, matemática, estatística, história económica, política monetária, direito económico e financeiro.
A biblioteca possui livros antigos datados dos séculos XV a XVIII, e impressos em Portugal e no estrangeiro, e também livros de direito e atividade bancária e um acervo de livros impressos do século XIX.
A biblioteca também dispõe de relatórios e contas de empresas nacionais e estrangeiras, desde o século XIX até à atualidade.